# Malkinia melanocephala
Malkinia melanocephala är en spindelart som beskrevs av Alfred Frank Millidge 1991. Malkinia melanocephala ingår i släktet Malkinia och familjen täckvävarspindlar.
Artens utbredningsområde är Juan Fernández-öarna. Inga underarter finns listade i Catalogue of Life.